# Прапор Лучистого
Прапор Лучистого — офіційний символ села Лучисте (Ялтинського району АРК), затверджений рішенням Лучистівської сільської ради від 18 січня 2008 року.

## Опис прапора
Прямокутне полотнище зі співвідношенням ширини до довжини 2:3, що складається з двох горизонтальних частин — синьої та зеленої, розділених ламано; посередині зі зламу сходить жовте сонце з променями, в яких летить біла голубка зі зламаним мечем у лапах.